# Joey Batey

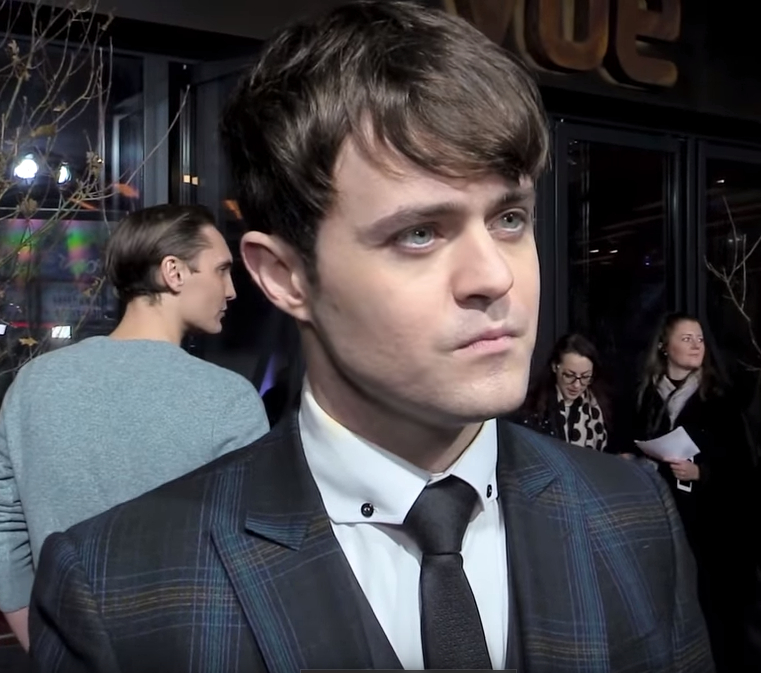
Joey Batey (2019)

Joey Batey (* 1. Januar 1989 in Newcastle upon Tyne, England) ist ein britischer Schauspieler sowie Musiker.

## Werdegang
Batey studierte Französisch und Spanisch am Robinson College der University of Cambridge. Er absolvierte auch die École Internationale de Théâtre von Jacques Lecoq in Paris. 2013 debütierte Batey in dem britischen Thriller Murder on the Home Front unter der Regie von Geoffrey Sax. 2014 trat er in The Riot Club unter der Regie von Lone Scherfig auf. 2017 besetzte ihn Paul McGuigan als Eddie in Film Stars Don’t Die in Liverpool. Batey war auch in den Fernsehserien C.B. Strike (2017), In the Dark (2017) und Knightfall (2017) Bestandteil der Besetzung. Bekanntheit erlangte er außerdem durch die Rolle des Barden Rittersporn in der 2019 erschienenen Netflix-Serie The Witcher. In dieser Serie singt er das Lied Toss a Coin to Your Witcher, das in die Musikcharts mehrerer Staaten kam.
Er singt und spielt Gitarre in der Folk-Band The Amazing Devil.

## Filmografie (Auswahl)
- 2013: Murder on the Home Front (Fernsehfilm)
- 2013: The White Queen (Miniserie, 2 Episoden)
- 2013: Whitechapel (Fernsehserie, Episoden 4x03–4x04)
- 2014: The Riot Club
- 2016: Mount Pleasant (Fernsehserie, 3 Episoden)
- 2016: Bloody Cakes
- 2017: In the Dark (Miniserie, 2 Episoden)
- 2017: Film Stars Don’t Die in Liverpool
- 2017: Strike (Fernsehserie, Episoden 1x04–1x05)
- 2017–2018: Knightfall (Fernsehserie, 5 Episoden)
- 2018: Shakespeare & Hathaway – Private Investigators (Fernsehserie, Episode 1x04)
- 2018: Stan Lee’s Lucky Man (Fernsehserie, Episode 3x02)
- 2019: The War of the Worlds – Krieg der Welten (The War of the Worlds, Miniserie, Episode 1x01)
- seit 2019: The Witcher (Fernsehserie)
- 2022: Billy the Kid (Fernsehserie)
- 2022: The Witcher: Blood Origin (Miniserie)